# ITF Women's Circuit Wenshan 2012
L'ITF Women's Circuit Wenshan 2012 è stato un torneo professionistico di tennis femminile giocato sul cemento. È stata la 2ª edizione del torneo, che fa parte dell'ITF Women's Circuit nell'ambito dell'ITF Women's Circuit 2012. Si è giocato a Wenshan City in Cina dal 9 al 15 aprile 2012.

## Partecipanti

### Teste di serie
| Nazionalità   | Giocatrice              | Ranking* | Testa di serie |
| ------------- | ----------------------- | -------- | -------------- |
| Taipei cinese | Hsieh Su-wei            | 74       | 1              |
| Cina          | Zhang Shuai             | 86       | 2              |
| Thailandia    | Noppawan Lertcheewakarn | 184      | 3              |
| Belgio        | Tamaryn Hendler         | 208      | 4              |
| Giappone      | Misa Eguchi             | 214      | 5              |
| Thailandia    | Varatchaya Wongteanchai | 215      | 6              |
| Cina          | Qiang Wang              | 222      | 7              |
| Indonesia     | Ayu Fani Damayanti      | 231      | 8              |

- Ranking al 2 aprile 2012.

### Altre partecipanti
Giocatrici che hanno ricevuto una wild card:
- Ran Tian
- Sun Shengnan
- Zhang Shuai

Giocatrici che sono passate dalle qualificazioni:
- Chan Chin-wei
- Han Xinyun
- Liu Fanzhou
- Zhang Yuxuan
- Mari Tanaka (lucky loser)
- Zhang Kailin (lucky loser)

## Campionesse

### Singolare
Hsieh Su-wei ha battuto in finale  Zheng Saisai con il punteggio di 6–3, 6–3

### Doppio
Hsieh Shu-ying /  Hsieh Su-wei hanno battuto in finale  Liu Wanting /  Xu Yifan con il punteggio di 6–3, 6–2